# Andréi Kravchenko
Andréi Grigórievich Kravchenko (en ruso: Андрей Григорьевич Кравченко; en ucraniano: Андрій Григорович Кравченко) fue un comandante de formaciones acorazadas durante la Segunda Guerra Mundial.  
En los comienzos de su carrera militar participó en la Guerra civil rusa, en la lucha contra los nacionalistas ucranianos y en la guerra polaco-soviética. En 1925 ingresó en el PCUS.  
Hasta 1939 fue profesor de tropas blindadas en diversas academias militares. En la Segunda Guerra Mundial dirigió diversas formaciones de fuerzas acorazadas. Con el 5.º Cuerpo de Tanques de la Guardia contribuyó decisivamente al cerco de Stalingrado. En junio de 1943 ascendió a teniente general y en noviembre su papel fue decisivo en la recuperación de la capital ucraniana. Ante estos éxitos, Nikolái Vatutin, le nombró máximo comandante del recién creado 6.º Ejército de Tanques, que dirigió hasta el final de la guerra. Con este ejército intervino en la batalla de la Bolsa de Korsun, la ofensiva de Uman–Botoșani y la Segunda Ofensiva de Jassy-Kishinev antes de ser ascendido, el 13 de septiembre de 1944, a coronel general. En abril de 1945 luchó en la ofensiva de Viena y, en la primavera de 1945, en la ofensiva de Bratislava-Brno. Tras la rendición de la Alemania nazi, el ejército de Kravchenko fue transferido al Frente Transbaikal para combatir en la invasión japonesa de Manchuria,   
A lo largo de su carrera en el frente recibió numerosas condecoraciones, entre ellas —por dos veces— el título honorario de Héroe de la Unión Soviética.  
En octubre de 1955, por problemas de salud, renunció a todos sus cargos militares, aunque siguió siendo diputado del Sóviet Supremo de la Unión Soviética. Falleció en Moscú el 18 de octubre de 1963.  

## Primeros años
Andréi Grigórievich Kravchenko nació en 1899 en una familia de agricultores ucranianos en el pueblo de Sulimin (Sulimovka, ahora Sulymivka, Yahotyn Raion, Óblast de Kiev) en la demarcación administrativa de Poltava. Terminados los estudios elementales, en su adolescencia entró a trabajar en una oficina en Kiev y en 1918 se unió a la revolución rusa.

## Carrera militar

### Primera etapa
En noviembre de 1918 se unió voluntariamente al Ejército Rojo durante la Guerra civil rusa y fue asignado al 1.ᵉʳ Regimiento de Infantería de la 1.ª División de Ucrania. 
En marzo de 1920 fue destinado al 60.º Regimiento de Infantería de la 7.ª División de Fusileros de la guarnición de Volodímir. Luchó en los frentes suroeste y occidental contra los nacionalistas ucranianos al mando de Simon Petliura y las fuerzas bielorrusas al mando del general Antón Denikin. Ese año participó en la guerra soviético-polaca con las tropas del frente occidental.
En abril del año siguiente sirvió como cadete en el 29.º Regimiento de Infantería, más tarde rebautizado como 14.º Regimiento de Infantería (guarnición en Poltava). En agosto de 1923 fue trasladado al 2.º Batallón de Comunicaciones del Ejército del Cáucaso de la Bandera Roja fue llamado a Tiflis, donde sirvió como comandante de escuadra y de pelotón. 
Desde 1925 fue oficialmente miembro del Partido Comunista de la Unión Soviética y en septiembre ingresó en la Academia Militar Frunze.  
Entre los instructores que más influyeron en sus ideas sobre la incipiente guerra de tanques fue Mijaíl Tujachevski, uno de los ideólogos militares soviéticos más preclaros de las operaciones en profundidad. El mariscal encontró en Kravchenko un alumno atento, «un erudito, de alma buena, de inflexible carácter».
Tras graduarse en julio de 1928, fue nombrado jefe de Estado Mayor del 21.º Regimiento de Infantería de la 7.ª División de Fusileros de Chernígov. 

#### Profesor militar y oficial
Desde octubre de 1930 enseñó Táctica Militar en la Escuela de Fuerzas Blindadas de Leningrado. De mayo a noviembre de 1931 recibió nuevos cursos de actualización de organización táctica y desde febrero de 1932 fue director de estudios de cursos técnicos para fuerzas blindadas. En noviembre de 1933 impartió clases para los niveles superiores del cuadro de dirección técnica en Kazán. En febrero de 1935 aceptó un puesto de profesor en la Escuela de Fuerzas de Tanques «Bandera Roja», en Sarátov, donde ejercía como instructor táctico superior. Desde febrero de 1938 fue director de la escuela general del ejército en Sarátov y en enero de 1939 ascendió a coronel. 
Desde mayo de 1939 trabajó como oficial asesor para tareas especiales en el cuartel general del Distrito Militar del Volga y en agosto fue nombrado jefe de Estado Mayor de la 61.ª División de Fusileros. En diciembre recibió la orden de ayudar a formar la 173.ª División Motorizada de Fusileros, que participaría en la Guerra de Invierno contra Finlandia. A pesar de la pobre actuación de las fuerzas soviéticas, él fue condecorado con la Orden de la Bandera Roja por su personal valía.

### Durante la Segunda Guerra Mundial
Sirvió como jefe de Estado Mayor, desde junio de 1940, de la 16.ª División Acorazada del 2.º Cuerpo Mecanizado en la región militar de Odesa y, desde marzo de 1941, del 18.º Cuerpo Mecanizado. Al comienzo de la operación Barbarroja, el 18.º Cuerpo Mecanizado formaba parte del Frente Sur, que en julio de 1941 libró batallas defensivas en la orilla oriental del Prut. Siendo coronel, fue llamado al Frente Oeste y el 9 de septiembre tomó el mando de la 31.ª Brigada Blindada, adscrita al 20.º Ejército. En diciembre, la brigada se distinguió en la batalla de Moscú en la contraofensiva hacia Solnechnogorsk.

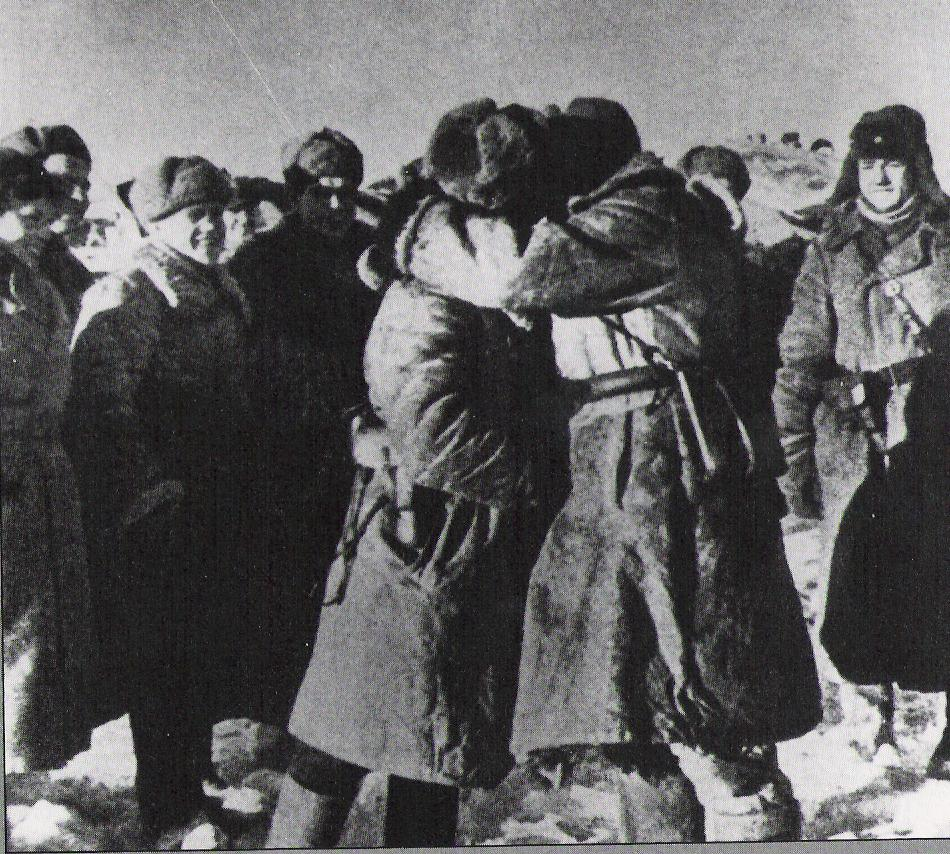
23 de noviembre de 1942. Los generales A. Kravchenko y V. Volski se abrazan tras lograr sus ejércitos tomar contacto y sellar así el cerco sobre los alemanes en Sovetsky durante la operación Urano.

En febrero de 1942 fue nombrado comandante de la 61.ª Brigada Mecanizada. Del 31 de marzo al 1 de julio se desempeñó como jefe de Estado Mayor del 1.er Cuerpo de Tanques y el 21 de julio fue ascendido a general de división de las tropas blindadas. Hasta el 13 de septiembre de 1942 estuvo al mando del 2.º Cuerpo de Tanques y el 18 de ese mes tomó el mando del 4.º Cuerpo de Tanques (rebautizado como 5.º Cuerpo de Tanques de la Guardia el 7 de febrero de 1943), que llevó a cabo contraataques en batalla de Stalingrado y en Vorónezh. Durante la operación Urano, logró enlazar con el 4.º Ejército Mecanizado de Vasili Volski en Sovetsky y sellar así el cerco de las fuerzas enemigas desplegadas entre el Don y el Volga. Gracias a movimiento operacional, que permitió el subsiguiente avance hacia Stalingrado de seis ejércitos soviéticos, comenzó a cimentar su reputación de magnífico líder de fuerzas blindadas. 

El 7 de junio de 1943 ascendió a teniente general. Adscrito al 6.º Ejército de Guardias, participó en la batalla de Kursk. Sus unidades de tanques, junto con las de la 51.ª División de Fusileros de la Guardia, detuvieron a la División Großdeutschland. 

Medalla de Héroe de la Unión Soviética

En el otoño de 1943, sus unidades de tanques se distinguieron como parte del Primer Frente Ucraniano liberando las ciudades de Járkov, Trostianets y Ojtirka. En el invierno del mismo año, con el 5.º Cuerpo de Tanques de la Guardia, combatió en la segunda batalla de Kiev; el 6 de noviembre, junto con Kiril Moskalenko y su 38.º Ejército, capturó la capital, lo que le valió la estrella de oro de Héroe de la Unión Soviética. 
Estos éxitos impulsaron al Stavka del Alto Mando Supremo (Stavka Verkhovnogo Glavnokomandovaniya) y a Nikolái Vatutin, comandante del Segundo Frente Ucraniano, a fusionar el 5.º Cuerpo de Tanques de la Guardia con el 5.º Cuerpo Mecanizado para formar una nueva gran unidad: el 6.º Ejército de Tanques, al mando del propio Kravchenko hasta el final de la guerra y que se estrenaría en la operación Korsun-Shevchenkivski (24 de enero - 17 de febrero de 1944). El ataque pilló por sorpresa a la Wehrmacht, que desconocía su existencia. Aun así, sus divisiones detuvieron el intento inicial de perforar en profundidad. Se atribuye a Vatutin el error de haber ordenado un ataque frontal.
A finales de agosto de 1944, durante la Segunda Ofensiva de Jassy-Kishinev, en la zona del Segundo Frente Ucraniano, sus unidades rompieron las defensas germano-rumanas del sur y se adentraron en Transilvania hacia el oeste. El 13 de septiembre ascendió a coronel general. Sus tropas se distinguieron en el avance a través de Hungría en octubre de 1944, en la batalla de tanques de Debrecen y en el cerco de Budapest (diciembre de 1944). Después de repeler la ofensiva alemana en el lago Balatón, la capital austriaca fue capturada en abril de 1945 (ofensiva de Viena). 
En mayo de 1945 culminó con éxito el avance hacia el noreste desde el sur hacia el flanco sur del Grupo de Ejércitos Centro en la ofensiva de Bratislava-Brno.
Después de la victoria del Ejército Rojo en Europa Central, el 6.º Ejército de Tanques de la Guardia se trasladó a Mongolia, donde lideró la invasión soviética de Manchuria en agosto de 1945 por parte del Frente Transbaikal. Durante la operación Hinggan-Mukden, las tropas de Kravchenko avanzaron como primer escalón y lograron un avance operativo en las llanuras de Manchuria al final del tercer día del ataque. La separación del ejército de Kwantung en dos grupos contribuyó significativamente a la rápida rendición del ejército japonés en Extremo Oriente.

#### Condecoraciones
Kravchenko recibió por dos veces el título de Héroe de la Unión Soviética: el 1 de octubre de 1944, por su victoria en Rumania, y el 8 de septiembre de 1945, por su avance en Manchuria. Además recibió los siguientes reconocimientos:
- Orden de Lenin (en dos ocasiones)
- Orden de la Bandera Roja (en tres)
- Orden de Suvórov de 1.ª clase (en dos)
- Orden de Suvóvov de 2.ª clase
- Orden de San Miguel y San Jorge
- Orden del Imperio Británico

## Periodo de posguerra

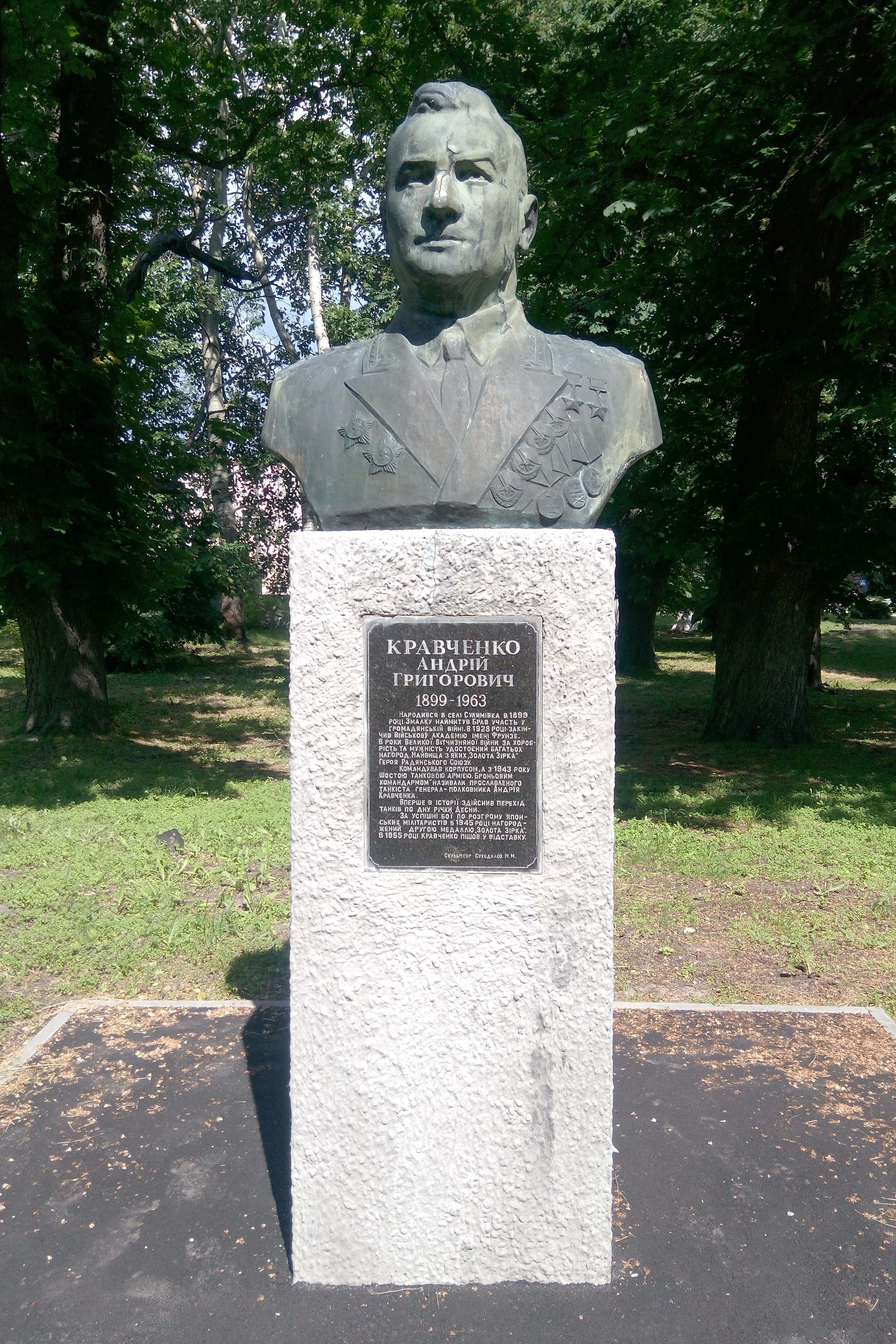
Busto de Andréi Kravchenko

El coronel general Kravchenko fue nombrado en junio de 1947 comandante de todas las fuerzas mecanizadas y de tanques en el Distrito Militar de Transbaikalia. En 1949 completó los cursos de Estado Mayor General en la Academia Militar Voroshílov y ese mismo año asumió el mando de todas las unidades de blindados y fuerzas mecanizadas en el Distrito Militar de Extremo Oriente.  
Desde enero hasta agosto de 1954 ejerció como subcomandante de las fuerzas blindadas, antes de ser llamado a Moscú por el Ministerio de Defensa. En octubre de 1955 renunció a sus cargos militares por motivos de salud, aunque retuvo el de miembro del Sóviet Supremo de la Unión Soviética. 

## Fallecimiento
Andrei Grigórievich Kravchenko murió en Moscú el 18 de octubre de 1963. Fue enterrado en el cementerio Novodévichi.